# خط طول

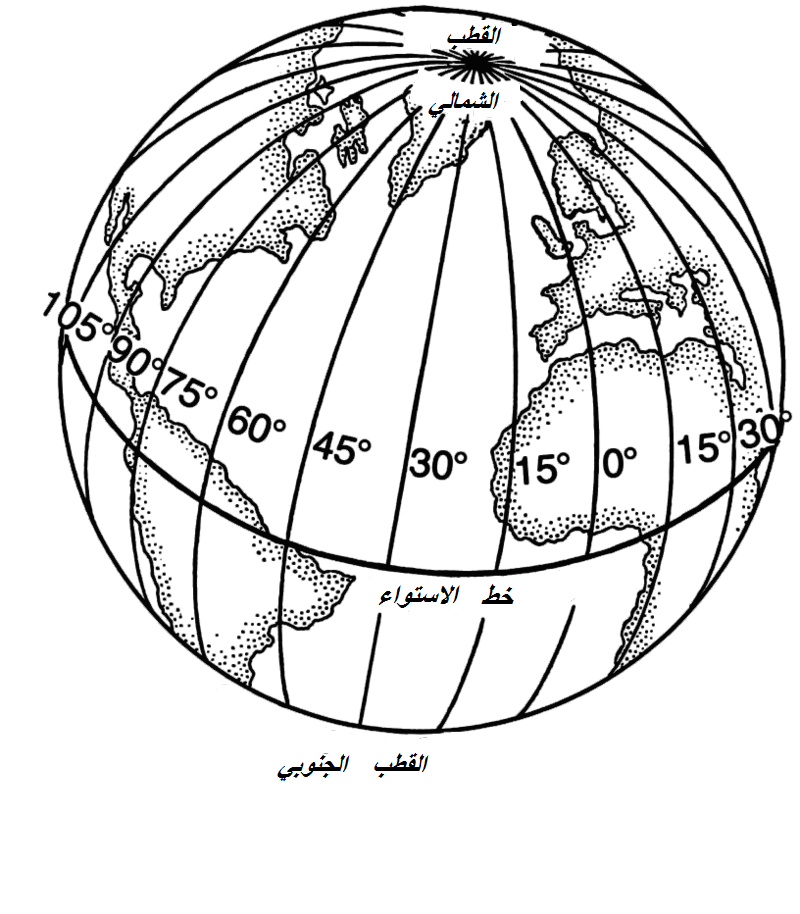
خطوط الطول وخط الاستواء

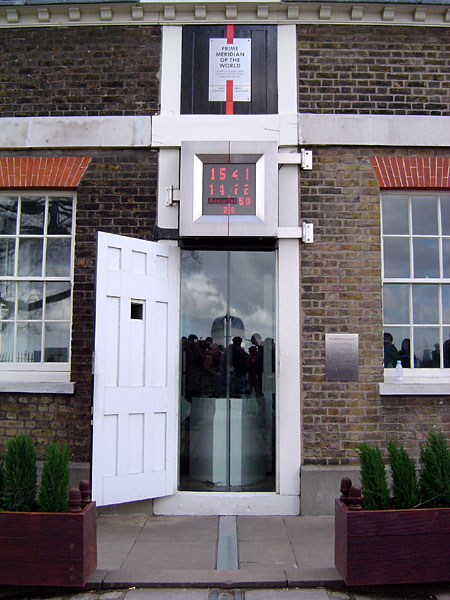
يمر خط الطول الرئيسي بمرصد غرينتش في إنجلترا. يبعد خط الطول واقعيًا نحو 200 متر شرقًا من هذه النقطة وذلك منذ اعتماد النظام الجيوديسي العالمي.

يعبر خط الطول أو خط الزوال (بالإنجليزية: Meridian)‏ عن نصف دائرة عظمى افتراضية على سطح الأرض تمتد من القطب الشمالي إلى القطب الجنوبي، وتوصل نقاط ذات أطوال جغرافية متساوية، هذه الأخيرة هي عبارة عن زاوية تقاس بالدرجات شرقًا أو غربًا من خط الطول الأول. يُحدَّد موقع أي نقطة على طول خط الطول من خلال طولها وعرضها، تقاس الأخيرة بالدرجات الزاوية شمالًا أو جنوبًا من خط الاستواء. يتقاطع كل خط طول عموديًا مع كل دوائر العرض. كل خط من تلك الخطوط لديه الحجم نفسه، باعتباره نصف دائرة عظمى على سطح الأرض ولذلك يبلغ قياس كل منها 20,003.93 كيلومترًا (12,429.9 ميلاً)

## التسمية
أطلق على هذا الخط في عصر الحضارة الإسلامية أسماء خط نصف النهار وخط الزوال وخط العرض، ووفق معجم الدوحة التاريخي للغة العربية، فإن أقدم ذكر للاسم الأول جاء في مخطوطة بلا عنوان للخوارزمي تبدأ بـ«قال محمد بن موسى الخوارزمي: أول ما يحتاج إليه الناظر في الأعمال بالأصطرلاب»، في حين أن أقدم ذكر لمفهوم «خط العرض» بهذا المعنى جاء في 421 هـ الموافق لـ 1030 م في كتاب القانون المسعودي للبيروني.
أما بخصوص مصطلح "خط الطول"، فقد استخدم في نفس العصر للإشارة إلى مفهومٍ آخر يسمى الآن بدائرة العرض، على الرغم من أن معنى الطول لم يتغير كثيرًا منذ ذلك الحين، أي الزاوية بين مكان معين على سطح الأرض ومستوى مرجعي (المعتمد حاليًا خط غرينتش)، ووفق معجم الدوحة التاريخي للغة العربية، فإن أقدم ذكر له جاء في عام 334 هـ الموافق لـ 945 م في كتاب «صفة جزيرة العرب» للحسن بن أحمد الهمداني، حيث قال:

### الاسم الإنجليزي
أتى المصطلح الإنجليزي meridian من الكلمة اللاتينية meridies، والتي تعني «منتصف النهار»؛ حيث تتقاطع الشمس مع خط طول معين في منتصف النهار بين وقت شروق الشمس وغروبها. كما استُخدِم ذلك الأصل اللاتيني في تعبيرات أخرى مثل صباحًا (ante meridiem، يختصر إلى AM ويعني حرفيًا «قبل الظهر») ومساءً (post meridiem، يختصر إلى PM ويعني حرفيًا «بعد الظهر») والذي يُستخدم لتوضيح الساعة على مدار اليوم عندما يُستخدم نظام توقيت 12 ساعة.

## النظام الجغرافي
يقع خط غرينتش وفقًا لمرصد غرينتش، في إنجلترا، والمعروف أيضًا بخط الطول الرئيسي عند خط طول صفر، ويتم تحديد دوائر خطوط طول الأخرى عن طريق قياس زاويتها من مركز الأرض، أي تحديد مكانها وفقًا لنقطة تقاطع خط الطول الرئيسي بخط الاستواء. وبما أن هناك 360 درجة في الدائرة، فإن خط الطول على الجانب الآخر من الأرض من غرينتش، يشكل النصف الآخر للدائرة مع خط غرينتش، وهو خط طول 180 درجة، وتقع خط الطول الأخرى بين خطوط الطول الغربية التي تبدأ من صفر إلى 180 درجة في نصف الكرة الأرضية الغربي (الذي يقع غرب غرينتش) وبين خطوط الطول الشرقية التي تبدأ من صفر إلى 180 درجة في نصف الكرة الأرضية الشرقي (الذي يقع شرق غرينتش). تُبين معظم الخرائط خطوط الطول.
تغير موقع خط الطول عدة مرات على مر التاريخ، ويرجع السبب وراء ذلك في الأساس إلى نقل المرصد الفلكي الذي يتم بناؤه بجوار المرصد القديم (لتوفير تكلفة خدمة الشحن). لم يكن لمثل هذه التغيرات تأثير تاريخي كبير، لأن دقة تحديد خطوط الطول كانت أهم بكثير من تغيير الموقع. ووفقًا لما اعتمده النظام الجيوديسي العالمي النظام الجيوديسي العالمي باعتباره نظام تحديد المواقع، فقد انتقل خط الطول ما يقرب من 200 متر شرقًا من موقعه الأخير (الذي تم قياسه في غرينتش). لم يعد يتم تحديد موقع خط الطول الحالي في غرينتش لكن يمكن تحديده بسهولة باستخدام جهاز استقبال GPS.

## مغناطيسي
خط الطول المغناطيسي هو خط وهمي يربط في القطب الجنوبي وفي القطب الشمالي ويمكن أن تُؤخذ هذه الخطوط على أنها خطوط القوة المغناطيسية على طول سطح الأرض.[محل شك] وهذا يعني أن إبرة البوصلة ستكون موازيةً لخط الطول المغناطيسي. تسمى الزاوية التي تقع بين خط الطول المغناطيسي وخط الطول الحقيقي بالميل المغناطيسي، وهي مرتبطة بتوجيه البوصلة.